# (32448) 2000 SD12
2000 SD12 (asteroide 32448) é um asteroide da cintura principal. Possui uma excentricidade de 0.12516090 e uma inclinação de 14.03915º.
Este asteroide foi descoberto no dia 20 de setembro de 2000 por LINEAR em Socorro.